# 藤原顕時
藤原 顕時（ふじわら の あきとき）は、平安時代後期の公卿。藤原北家勧修寺流、因幡守・藤原長隆の子。官位は従二位・権中納言。

## 経歴
天承元年（1131年）に蔵人となり、保延2年（1136年）頃から鳥羽院の院司・受領としての活動が見られる。久安6年（1150年）に五位蔵人、仁平2年（1152年）に右衛門権佐、久寿元年（1154年）に左少弁に任ぜられて三事兼帯となった。
保元元年（1156年）に顕時と改名し、後白河天皇の下で正四位下右大弁に昇進、保元3年8月10日（1158年9月4日）に二条天皇の践祚に先だって左大弁蔵人頭に任ぜられ、翌平治元年（1159年）に参議に任じられ、同年に従三位に叙せられた。翌永暦元年（1160年）に権中納言、応保2年（1162年）には正三位に叙されて大宰権帥を兼ねた。長寛元年（1163年）に大宰権帥を、仁安元年（1166年）に権中納言を辞するが、仁安2年（1167年）1月に従二位民部卿に任ぜられ、間もなく没した。
平家物語においては平清盛に｢大小事申し合はせし人｣、即ち大きな事から小さな事まで相談に乗ってくれた恩人として回想されており、彼の子・行隆に報恩として左少弁への推薦状、領地の権利書や出仕の為の費用等を用立てている。

## 系譜
- 父：藤原長隆
- 母：高階重仲の娘
- 妻：藤原有業の娘
  - 長男：藤原行隆（1130-1187）
- 妻：平忠盛の娘
  - 男子：藤原盛方（1137-1178）
- 妻：藤原信輔の娘
  - 男子：藤原盛隆
  - 男子：藤原有隆
- 生母不明の子女
  - 男子：藤原時光
  - 男子：顕運
  - 男子：道顕
  - 女子：藤原是憲室
  - 女子：藤原領子 - 平時忠継室、安徳天皇乳母、典侍